# Plectrohyla ephemera
Plectrohyla ephemera é uma espécie de anfíbio anuro da família Hylidae. Está presente no México. A UICN classificou-a como em perigo crítico.